# Pseudaletia unipuncta
Pseudaletia unipuncta là một loài bướm đêm trong họ Noctuidae.